# Луїджі Каффареллі
Луїджі Каффареллі (італ. Luigi Caffarelli, нар. 7 липня 1962, Неаполь) — італійський футболіст, що грав на позиції атакувального півзахисника, зокрема за «Наполі», у складі якої — чемпіон Італії і володар Кубка країни.
По завершенні ігрової кар'єри — тренер.

## Ігрова кар'єра
Народився 7 липня 1962 року в місті Неаполь. Вихованець футбольної школи клубу «Наполі». З 1981 року почав потрапляти до заявки основної команди клубу, проте перший досвід дорослого футболу отримував у 1982—1983 роках, захищаючи кольори «Кавезе» на правах оренди.
1983 року, повернувшись з оренди, став регулярно отримувати ігрову практику у складі «Наполі». Відтоді відіграв за неаполітанську команду чотири сезони своєї ігрової кар'єри. Більшість часу, проведеного у складі «Наполі», був основним гравцем команди. За результатами сезону 1986/87 допоміг «Наполі» зробити «золотий дубль», вигравши чемпіонат Італії та Кубок країни.
Попри цей успіх того ж 1987 року залишив Неаполі і приєднався до лав «Удінезе», де провів один рік. 1988 року уклав контракт з «Пескарою», у складі якого провів наступні три роки своєї кар'єри гравця, здебільшого виходячи на поле в основному складі команди.
Протягом 1991—1992 років захищав кольори нижчолігової «Джуліанови», а завершував ігрову кар'єру в «Авеццано», за який виступав протягом 1992—1993 років.

## Кар'єра тренера
Розпочав тренерську кар'єру невдовзі по завершенні кар'єри гравця, 1996 року, очоливши одну з молодіжних команд «Наполі». Протягом наступного десятиріччя продовжував працювати у структурі неаполітанського клубу, здебільшого працюючи з дулерами.

## Титули і досягнення
- Чемпіон Італії (1):

«Наполі»: 1986-1987
- Володар Кубка Італії (1):

«Наполі»: 1986-1987